# Jeet (actor)
Jeet (nacido Jeetendra Madnani) es un actor de cine bengalí, productor y presentador de televisión de Calcuta, India.

## Primeros años de vida
Jeet nació en una familia sindhi. De niño estudió en la escuela de Andhra asociación en Shah Nagar Camino Calcuta, San José y María de la escuela, Nueva Alipore más tarde en la Escuela Secundaria Nacional, Hazra Road y completó su graduación de la Sociedad de la Facultad de la Universidad de Calcuta Bhawanipur Educación. Sin embargo, su vida académica fue interrumpido poco después de unirse a la empresa familiar.

## Vida personal
Jeet casó Mohana Ratlani, una maestra de escuela de Lucknow, el 24 de febrero de 2011.

## Filmografía
| Título                     | Año  | Rol                                                         | Dirección                                                                  | Coestrellas                                                                      | Notas                                                  |
| -------------------------- | ---- | ----------------------------------------------------------- | -------------------------------------------------------------------------- | -------------------------------------------------------------------------------- | ------------------------------------------------------ |
| Besh Korechi Prem Korechi  | 2015 |                                                             | Raja Chanda                                                                | Koel Mallick and Devdaan Bhowmik                                                 |                                                        |
| Bachchan                   | 2014 | Bijay Bachchan                                              | Raja Chanda                                                                | Aindrita Ray and Payal Sarkar                                                    | Remake de Kannada blockbuster Vishnuvardhana           |
| Game                       | 2014 | Abhimanyu Chatterjee, captain in DIA, a wing of Indian Army | Baba Yadav                                                                 | Subhasree Ganguly                                                                | Remake de Tamil blockbuster Thuppakki                  |
| The Royal Bengal Tiger     | 2014 | Abhi                                                        | Rajesh Ganguly                                                             | Abir Chatterjee, Shraddha Das and Priyanka Sarkar                                | Extended Apariencia Especial                           |
| Boss                       | 2013 | Surya Bhai                                                  | Baba Yadav                                                                 | Subhasree Ganguly                                                                | Remake de Telugu blockbuster Businessman               |
| Deewana                    | 2013 | Abhi                                                        | Rabi Kinnagi                                                               | Srabanti Chatterjee                                                              | Remake de Tamil film Deepavali                         |
| Hemlock Society            | 2012 |                                                             | Srijit Mukherji                                                            | Parambrata Chatterjee, Koel Mallick, Soumitra Chatterjee, Sabyasachi Chakrabarty | Apariencia Especial                                    |
| Awara                      | 2012 | Surya                                                       | Rabi Kinnagi                                                               | Sayantika Banerjee                                                               | Remake de Telugu film Krishna                          |
| 100% Love                  | 2012 | Rahul                                                       | Rabi Kinnagi                                                               | Koel Mullick                                                                     | Remake de Telugu film Aadavari Matalaku Ardhale Verule |
| Hello Memsaheb             | 2011 | Megh Chatterjee                                             | Nandita Roy, Shibprasad Mukhopadhyay                                       | Priyanka Trivedi                                                                 |                                                        |
| Shotru                     | 2011 | Dibakar Singha                                              | Raj Chakraborty                                                            | Nusrat Jahan                                                                     | Remake de Tamil blockbuster Singam                     |
| Fighter                    | 2011 | Surja                                                       | Rabi Kinnagi                                                               | Srabanti Chatterjee                                                              | Remake de Telugu film Lakshyam                         |
| Dui Prithibi               | 2010 | Rahul                                                       | Raj Chakraborty                                                            | Deepak Adhikari , Koel Mullick and Barkha Bisht Sengupta                         | Remake de Telugu film Gamyam                           |
| Josh                       | 2010 | Indra                                                       | Rabi Kinnagi                                                               | Srabanti Chatterjee                                                              | Remake de Telugu film Bhadra (película de 2005)        |
| Wanted                     | 2010 | Rajkumar Banerjee (Raja)/Shibu                              | Rabi Kinnagi                                                               | Srabanti Chatterjee                                                              | Remake de Telugu BlockBuster film Athadu               |
| Neel Akasher Chadni        | 2009 | Akash                                                       | Sujit Guha                                                                 | Jishu Sengupta and Koel Mullick                                                  | Remake de Hindi film Hum Dil De Chuke Sanam            |
| Saat Paake Bandha          | 2009 | Rahul                                                       | Sujit Mondol                                                               | Koel Mullick                                                                     | Remake de Telugu film Pavitra Bandham                  |
| Hanshi Khushi Club         | 2009 |                                                             | Shankha Bandyopadhyay                                                      | Barsha Priyadarshini                                                             |                                                        |
| Jor                        | 2008 | Surya                                                       | Swapan Saha                                                                | Barsha Priyadarshini                                                             | Remake de Telugu BlockBuster film Okkadu               |
| Pyar Jab Kenhu Se Hoi Jala | 2008 |                                                             | Omar Khan                                                                  | Rashami Desai                                                                    | Debut en Bhojpuri cinema                               |
| Partner                    | 2008 | Ayan roy                                                    | Shankar Ray                                                                | Swastika Mukherjee                                                               |                                                        |
| Bidhatar Lekha             | 2007 |                                                             | Raja Mukherjee                                                             | Hrishita Bhatt and Priyanshu Chatterjee                                          |                                                        |
| Krishnakanter Will         | 2007 | Govindlal                                                   | Raja Sen                                                                   | Swastika Mukherjee and Subhashree Ganguly                                        |                                                        |
| Kranti (película de 2006)  | 2006 | Jeet                                                        | Riingo Banerjee                                                            | Swastika Mukherjee                                                               |                                                        |
| Pitribhumi                 | 2006 |                                                             | Prabhat Roy                                                                | Swastika Mukherjee Subhashree Ganguly                                            |                                                        |
| Ghatak                     | 2006 |                                                             | Swapan Saha                                                                |                                                                                  |                                                        |
| Hero                       | 2006 | Shuvoo                                                      | Swapan Saha                                                                | Koel Mullick                                                                     |                                                        |
| Priyotama                  | 2006 | Akash Roy                                                   | Prabhat Roy                                                                | Swastika Mukherjee                                                               | Remake de Telugu film Manmadhudu                       |
| Sathihara                  | 2005 |                                                             | Biresh Chattopadhyay                                                       | Swastika Mukherjee                                                               |                                                        |
| Chore Chore Mastuto Bhai   | 2005 |                                                             | Anup SengutMithun Chakraborty, Chiranjeet, Jishu Sengupta and Koel Mullick | Apariencia Especial                                                              |                                                        |
| Manik                      | 2005 |                                                             | Probhat Roy                                                                | Ranjit Mullick and Koel Mullick                                                  |                                                        |
| Shubhodrishti              | 2005 |                                                             | Prabhat Roy                                                                | Koel Mullick and Parambrata Chatterjee                                           |                                                        |
| Yuddho                     | 2005 | Surja                                                       | Rabi Kinnagi                                                               | Mithun Chakraborty, Koel Mullick and Deboshree Roy                               |                                                        |
| Aakrosh                    | 2004 | Abhimanyu das/Obhi                                          | Prashanta Nanda                                                            | Rituparna Sengupta                                                               |                                                        |
| Bandhan                    | 2004 | Rohit                                                       | Rabi Kinnagi                                                               | Koel Mullick and Victor Banerjee                                                 | Remake de Telugu film Santosham                        |
| Mastan                     | 2004 | Raju/Raja                                                   | Rabi Kinnagi                                                               | Swastika Mukherjee                                                               | Remake de Hindi film Jaanwar                           |
| Premi                      | 2004 | Rahul                                                       | Rabi Kinnagi                                                               | Jishu Sengupta and Chandana Sharma                                               | Remake de Telugu film Nee Sneham                       |
| Shakti                     | 2004 | Shakti                                                      | P. Sambhashiv Rao                                                          | Raima Sen                                                                        | Remake de Telugu film Satyam (película de 2003)        |
| Sangee                     | 2003 | Bijay                                                       | Haranath Chakraborty                                                       | Priyanka Trivedi and Silajit Majumdar                                            | Remake de Tamil film Kannedhirey Thondrinal            |
| Naater Guru                | 2003 | Rabi Maitra                                                 | Haranath Chakraborty                                                       | Koel Mullick, Ranjit Mullick and Moushumi Chatterjee                             |                                                        |
| Champion                   | 2003 | Raja                                                        | Rabi Kinnagi                                                               | Srabanti Chatterjee                                                              | Remake de Hindi film Jo Jeeta Wohi Sikandar            |
| Sathi                      | 2002 | Bijay                                                       | Haranath Chakraborty                                                       | Priyanka Trivedi                                                                 |                                                        |
| Chandu                     | 2001 |                                                             |                                                                            |                                                                                  | ópera prima                                            |

## Endosos Brand
Un relativamente pequeño anuncio presupuesto de una marca regional de prendas íntimas de los hombres tenía Jeet a la cabeza. Se convirtió en el embajador de la marca de moda en el Gran Bazar (una unidad de Future Group) el 18 de septiembre de 2013. En 2005, una campaña especial de Durga Puja de Thums Hasta lanzó Jeet como su embajador de la marca en Bengala Occidental.

## Apariciones especiales
Jeet haber hecho algunas apariciones especiales en la Anup Sengupta, Chore Chore Mastuto Bhai y en Hemlock Society Srijit Mukherji.